# تايلر وارد
تايلر وارد (بالإنجليزية: Tyler Ward)‏ هو مغني ومغن مؤلف ومنتج أسطوانات أمريكي، ولد في 12 مارس 1989 في دنفر في الولايات المتحدة.

## وصلات خارجية
- الموقع الرسمي
- تايلر وارد على موقع ميوزك برينز (الإنجليزية)
- تايلر وارد على موقع ديسكوغز (الإنجليزية)